# あわら市伊井小学校
あわら市伊井小学校（ あわらし いいしょうがっこう）は、福井県あわら市清間にある公立小学校。

## 沿革
- 1873年（明治6年）4月 - 伊井応連寺に伊井小学校を開校。
- 1874年（明治7年）11月 - 伊井小学校を文行小学校と改称。
- 1947年（昭和22年）4月 - 伊井村国民学校初等科を伊井村立伊井小学校と改称。
- 1948年（昭和23年）6月28日 - 福井大地震のため全校舎倒壊。
- 1951年（昭和26年）6月 - 伊井村立伊井幼稚園を併設。
- 1954年（昭和29年）10月5日 - 金津町と合併により金津町立伊井小学校と改称
- 2004年（平成16年）3月1日 - 芦原町と合併によりあわら市伊井小学校と改称
- 2010年（平成22年）
  - 4月 - 耐震改修工事開始。
  - 8月 - グラウンド改修工事終了。
  - 9月 - 耐震改修工事終了。
- 2011年（平成23年）3月 - プール改修工事終了。
- 2012年（平成24年）8月 - 放送室放送設備入替。
- 2014年（平成26年）
  - 3月 - 市給食センター移行。給食室改修。
  - 9月 - 学校畑新設。
- 2015年（平成27年）3月 - 「あわら市伊井幼稚園」を閉園。
- 2016年（平成28年）9月 - コンピュータ入替。
- 2017年（平成29年）5月 - 普通教室にエアコン整備。
- 2021年（令和3年）
  - 1月 - GIGAスクール構想として全児童にタブレットを貸与。
  - 4月 - 音楽室にエアコン整備。
- 2022年（令和4年）7月 - 職員室エアコン整備。
- 2023年（令和5年）3月 - 防火ポンプを改修。

## 学区
伊井・古屋石塚・桑原・清間・矢地・菅野・南稲越・河原井手・池口

## 進学先中学校
- あわら市金津中学校[1]

## 周辺
- 福井県道154号高柳矢地線
- 社会福祉法人ポプラ福祉会伊井こども園（幼保連携型認定こども園）
- あわら市伊井公民館
- 八幡神社
- トラストファーマテック（清間第一工場・清間第二工場）
- 竹田川

## アクセス
- あわら市乗合タクシー「伊井公民館」停留所下車後、徒歩約115m・約2分。
  - ただし、あわら市乗合タクシー利用時には、事前申し込みが必要[2]。
- JR西日本北陸新幹線・ハピラインふくいハピラインふくい線芦原温泉駅（東口）より、
  - 上述のあわら市乗合タクシーに乗車、「伊井公民館」停留所下車後、徒歩。
    - 芦原温泉駅前から伊井公民館停留所までの所要時間は、その時の予約状況で異なる。

  - 車で約2.8km・約5分。